# 오토모촌 (아키타현)
오토모촌(小友村)은 아키타현 유리군에 설치되었던 촌이다.

## 역사
- 1889년 4월 1일 - 정촌제 시행에 의해 12촌의 구역으로 성립하였다.
- 1954년 3월 31일 - 혼조정에 편입해, 동일 고요시촌은 폐지되었다. 당일 시로 승격해 혼조시가 되었다.